# Dante Castro Arrasco

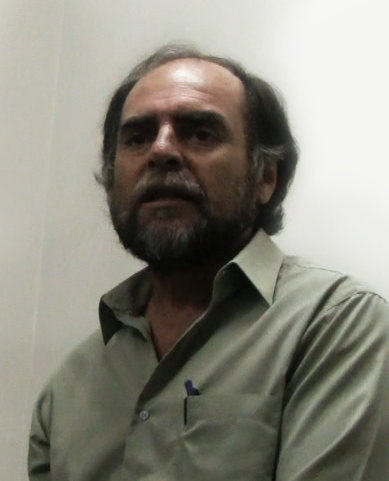
Dante Castro Arrasco, 2011

Dante Castro Arrasco (* 1959 in Callao, Peru) ist ein peruanischer Schriftsteller, Journalist und Jurist, der vor allem durch Kurzgeschichten bekannt geworden ist. Für seine Erzählung Tierra de pishtacos erhielt er 1992 den Literaturpreis der Casa de las Américas in La Habana (Kuba).

## Werdegang
Dante Castro Arrasco studierte Rechtswissenschaften an der Päpstlichen Katholischen Universität von Peru und gleichzeitig Literatur an der Universidad Nacional Mayor de San Marcos (UNMSM) in Lima. Nach Abschluss dieser Studien begab er sich 1992 nach Kuba, um an der Universität in La Habana ein postgraduales Studium aufzunehmen. Nach seiner Rückkehr nach Lima machte er sein Lizenziat an der UNMSM in Sprache und Literatur.

## Literarisches Schaffen
Dante Castro spricht mit seinen Erzählungen aktuelle gesellschaftliche Probleme in Peru an. Mit seiner 1987, also inmitten des zu jener Zeit noch vor allem in der Region Ayacucho und weit weniger in Lima tobenden bewaffneten Konflikts in Peru, erschienenen Kurzgeschichte Tiempo de dolor („Zeit des Schmerzes“) gehörte er zu den allerersten in Peru, die sich an eine literarische Auseinandersetzung mit dem „schmutzigen Krieg“ wagten. Auch andere Werke hatten Themen der andinen Kultur zum Thema, so Tierra de pishtacos („Land der Pishtakus/Schlächter“) oder auch Otorongo y otros cuentos („Der Jaguar und andere Erzählungen“). Für seine Kurzgeschichte Cuando hablan los muertos erhielt er den peruanischen Nationalpreis für Bildung „Horacio 1997“.
Seine Werke zeichnen sich durch eine düstere Stimmung und einen offenen, direkten Stil aus, wobei sich nach dem Urteil seines Kollegen Marco Martos durch seinen Realismus die Realität mit der Phantasie, wie sie „in einem jeden von uns lebendig ist“, vermischt.
Der enge Bezug vieler seiner Werke zu Themen der Quechua-Kultur führte dazu, dass einige davon zu den ersten Literaturübersetzungen ins Quechua gehören, darunter Tiempo de dolor (übersetzt von Washington Córdova Huamán ins Chanka-Quechua als Ñakay Pacha, 2007), Pishtaco (Nakaq, 2010) und El ángel de la isla (Isla angel, 2010).

## Werke
- 1986: Otorongo y otros cuentos
- 1987: El tiempo del dolor
- 1989: La guerra del arcángel San Gabriel
- 1991: Parte de Combate Lima, Editorial Manguaré
- 1991: Ausente medusa de cenizas Lima, Editorial Manguaré
- 1992: Tierra de Pishtacos. La Habana, Editorial de la Casa de las Américas
- 1998: Cuando hablan los muertos. Premio Nacional de Educación “Horacio 1997”, Ediciones de la Derrama Magisterial.
- 1999: Tierra de Pishtacos (Neuauflage), Lima
- 2002: Pepebotas (erreichte Finale für Premio Copé)
- 2012: Demonio de monte
- 2013: Libertad restringida
- 2014: Gordas al amanecer
- Cara Mujer
- Ébano de la noche negra
- Sierpe
- In partibus infidelium
- Ultima guagua en La Habana
- Prosas Paganas
- Shushupe